# Kathedrale der Muttergottes vom Zeichen (Tjumen)

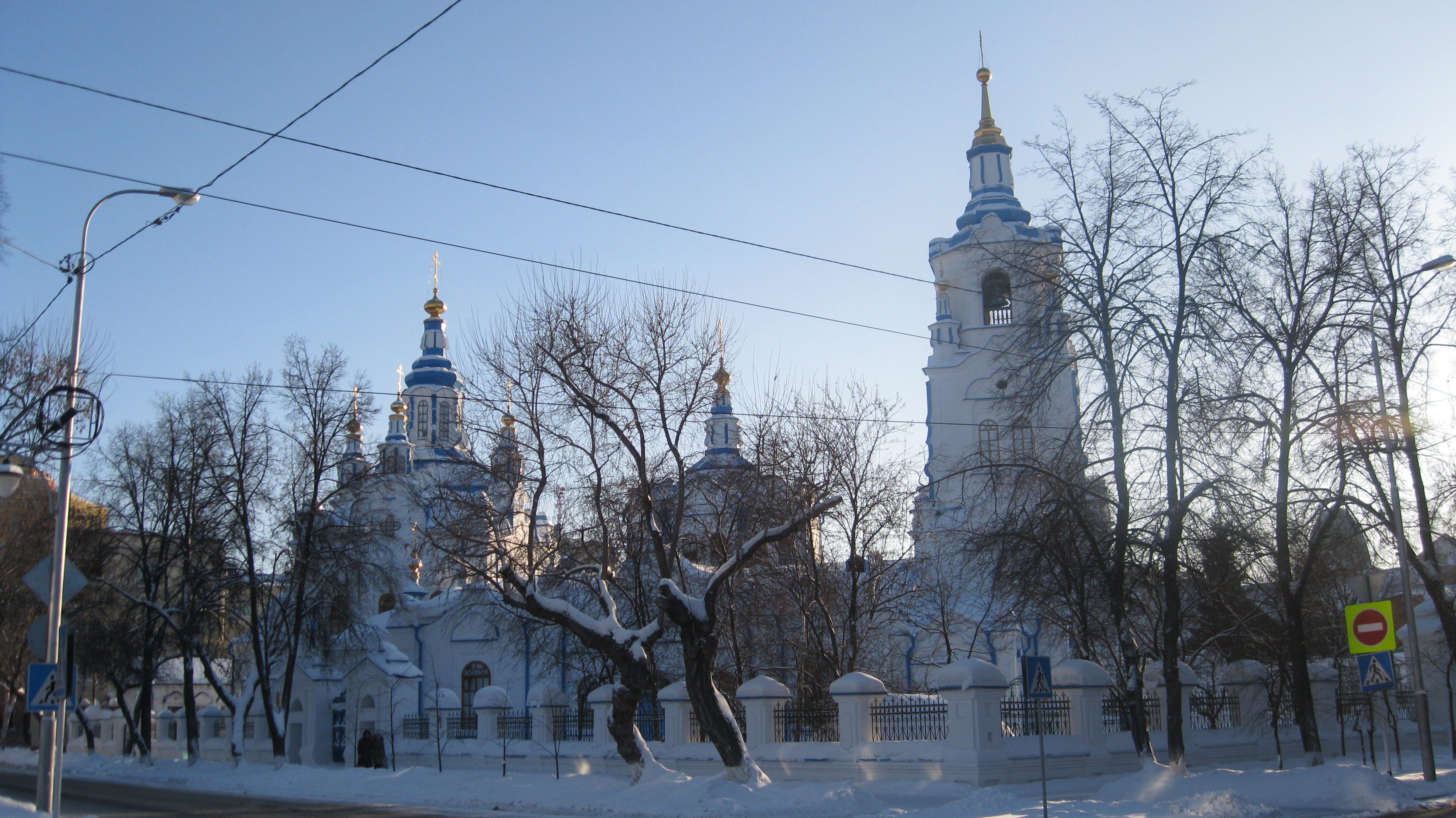
Snamenski-Kathedrale

Die Kathedrale der Muttergottes vom Zeichen, russisch Знаменский собор в Тюмени (Snamenski-Kathedrale, auch abgekürzt Собор Знамения) ist eine in Tjumen gelegene russisch-orthodoxe Kathedrale der Metropolie von Tobolsk und Tjumen. Sie liegt im historischen Stadtzentrum in der Semakow-Straße. Die Kathedrale ist ein hervorragendes Denkmal des sibirischen Barock aus dem 18. Jahrhundert.
Im 17. und 18. Jahrhundert gab es am Platz zwei Holzkirchen der Muttergottes vom Zeichen, die 1697 bzw. 1766 den Flammen zum Opfer fielen. Der Bau des dritten Kirchengebäudes aus Stein begann am 1. September 1768. Nach 33 Jahren, am 9. September 1801, wurde die Kirche geweiht. In den Jahren 1820, 1839, 1851 bis 1862, und 1901 erfolgten Restaurierungen; nach dem Brand 1901 wurde der Glockenturm erbaut. 1913 erhielt die Kirche den Status einer Kathedrale. Der Plan der Errichtung einer größeren Kathedrale wurde nicht realisiert. Die Kathedrale der Muttergottes vom Zeichen blieb mit 2000 Plätzen die größte Kirche Tjumens. Nach der Oktoberrevolution, am 16. Dezember 1929, wurde die Kathedrale für Gottesdienste geschlossen. Danach wurde sie an die Russisch-Orthodoxe Kirche zurückgegeben – zunächst 1933 (bis 1941), ein zweites Mal am 9. Oktober 1945.
2002 wurde die Kathedrale mit zwölf neuen Glocken ausgestattet. Im Zuge der Restaurierung 2003 wurden die Kuppeln und Kreuze ersetzt.

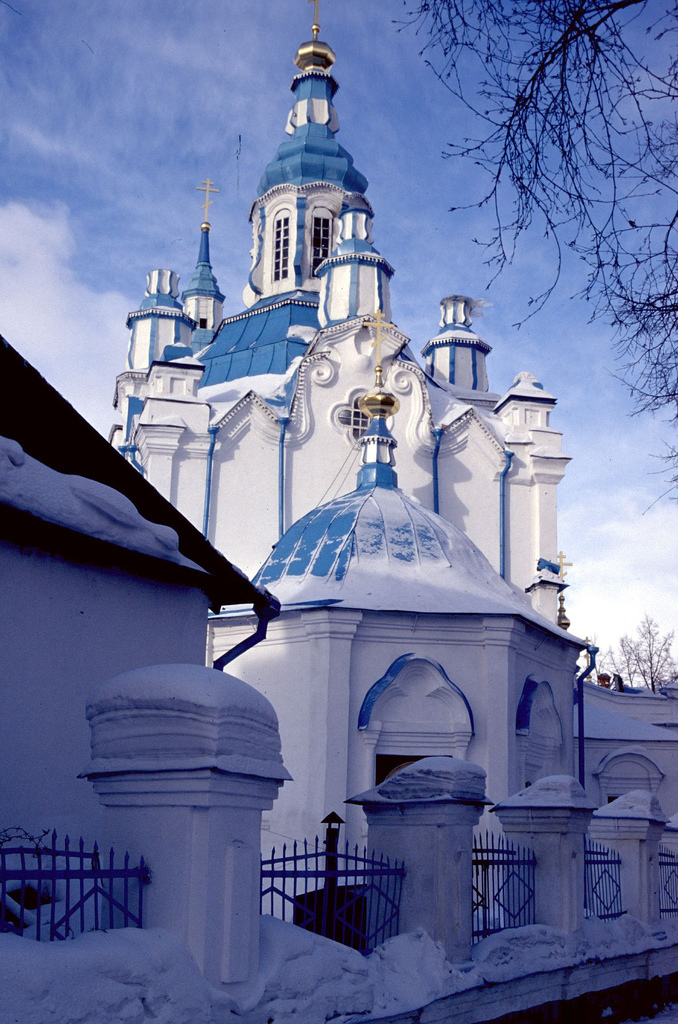
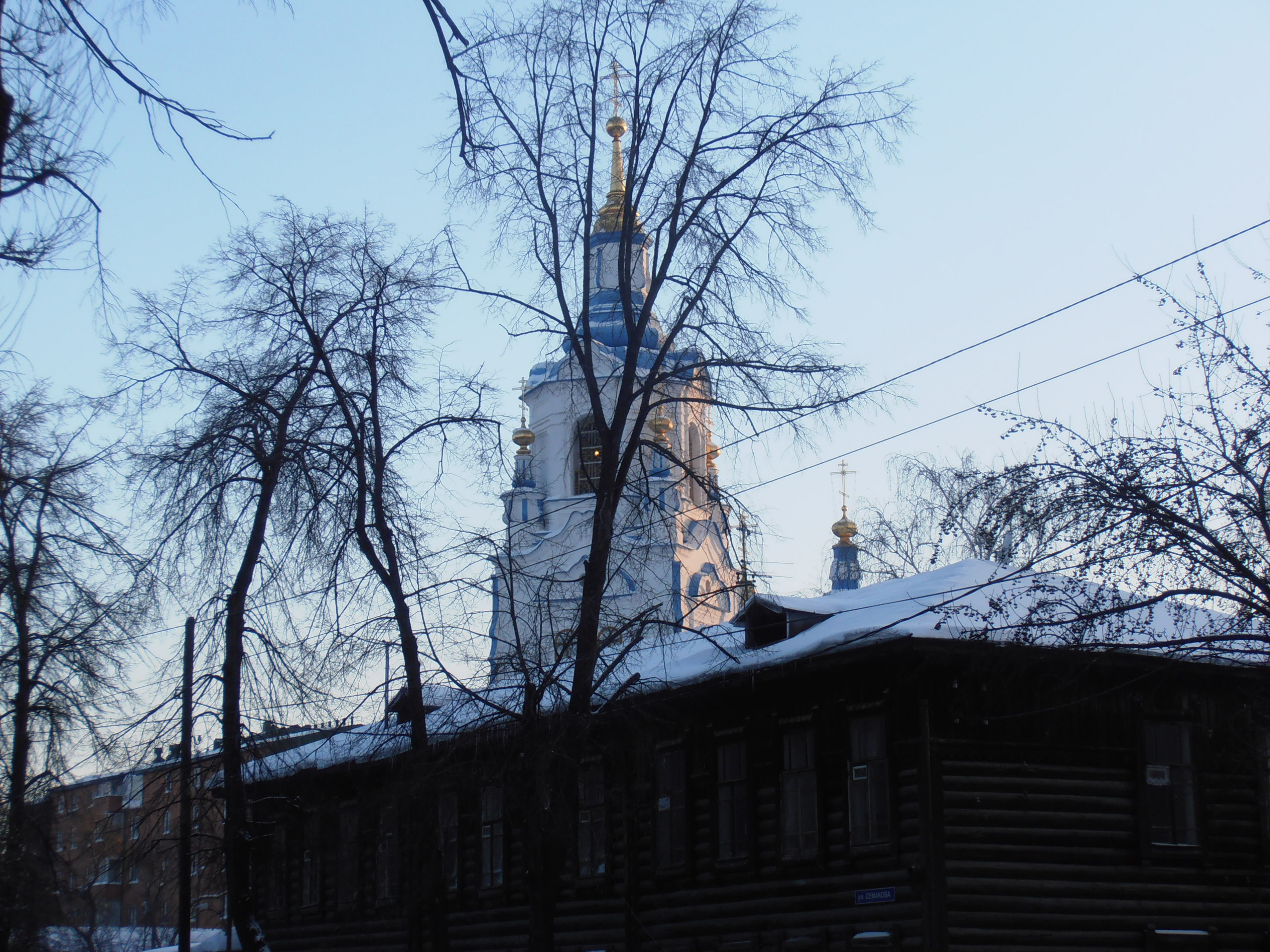
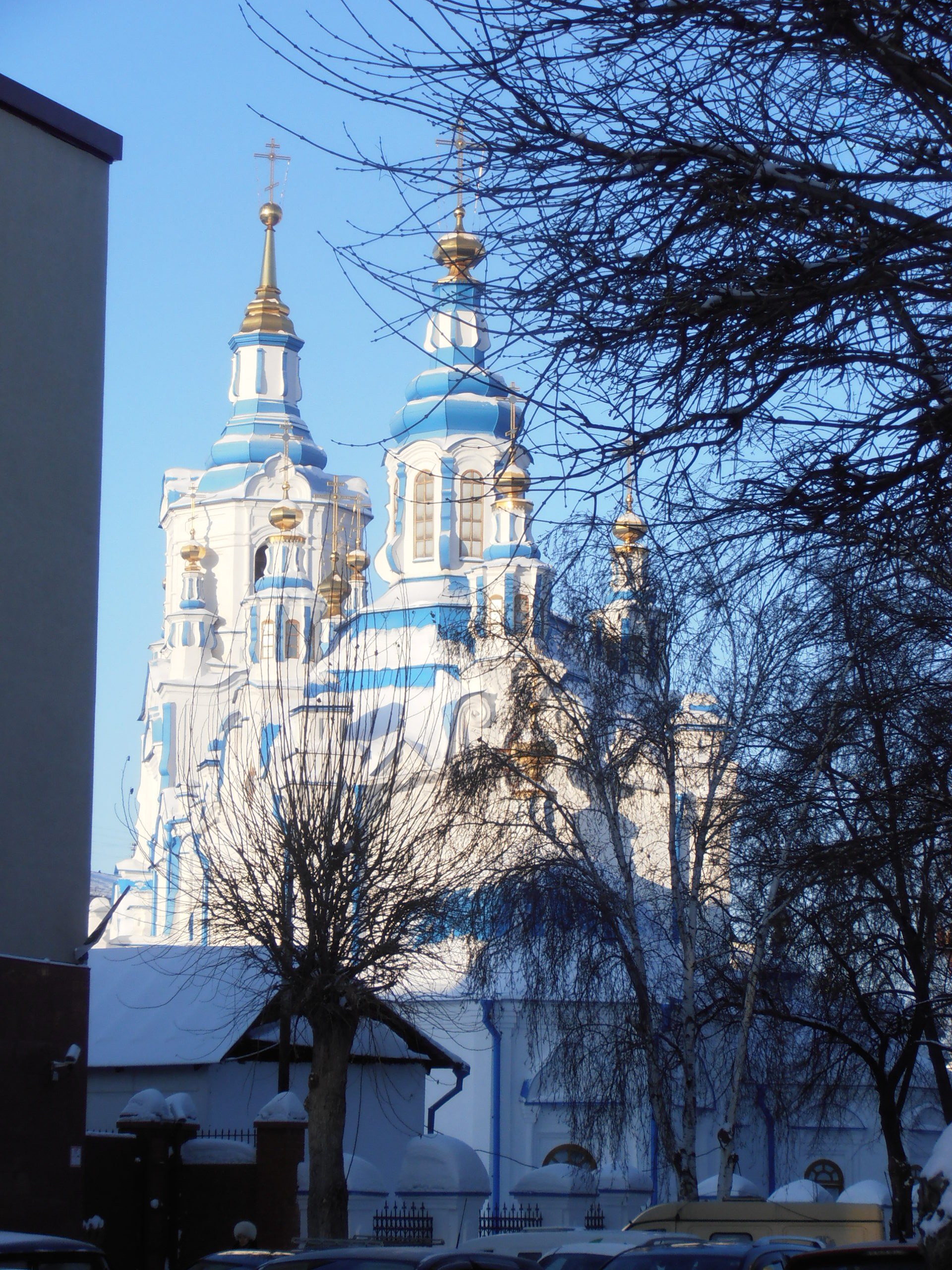
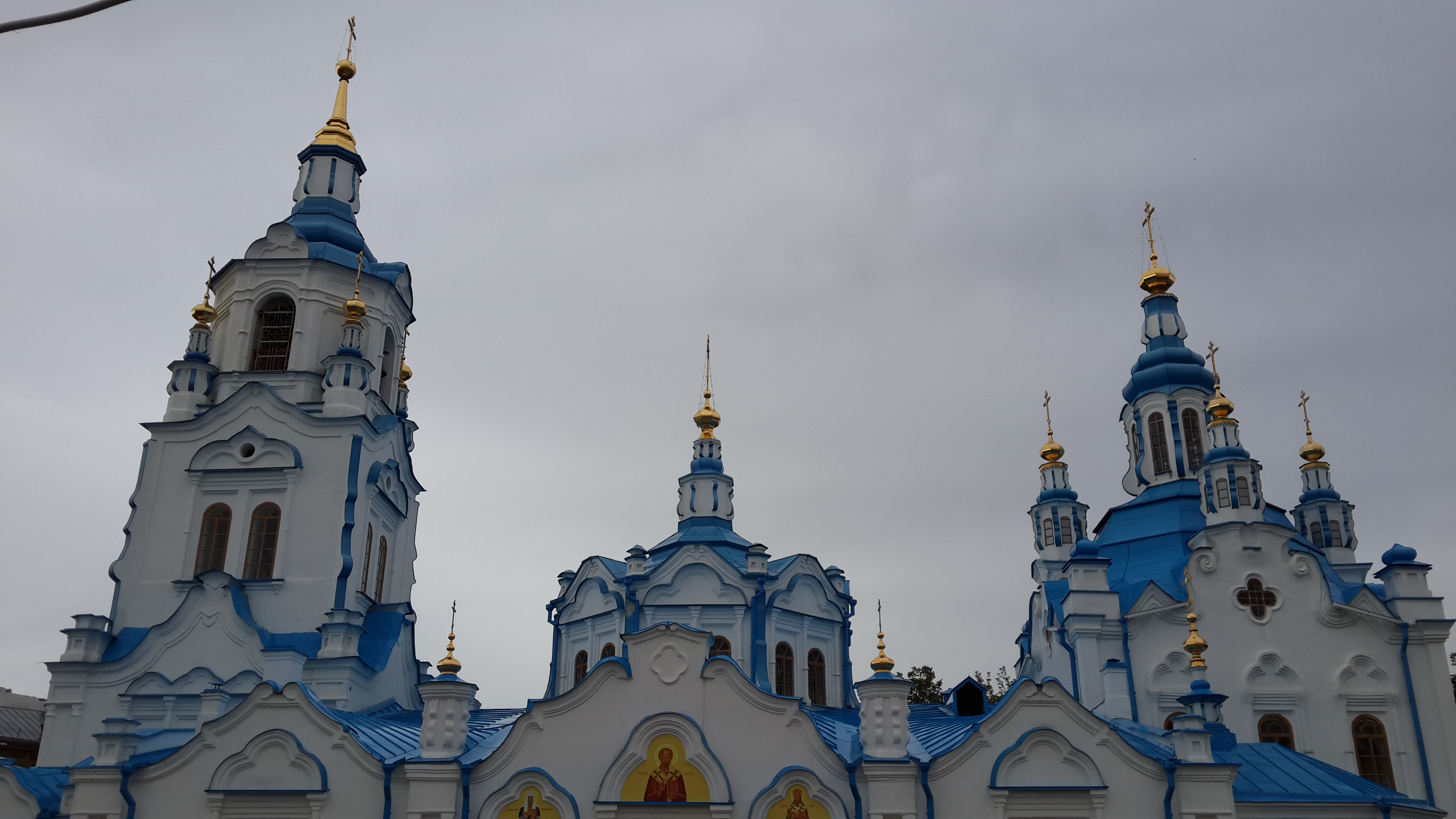
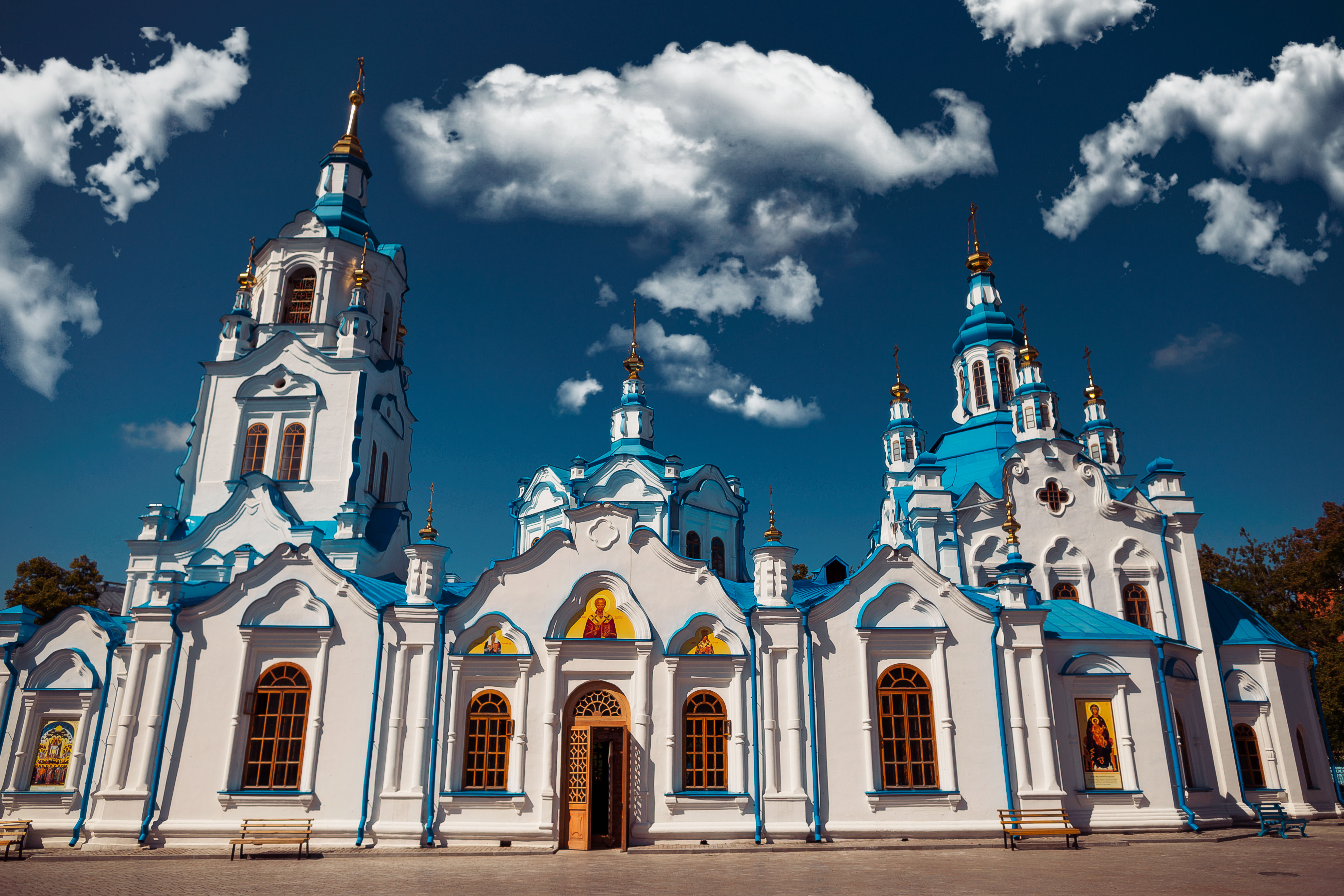